# Jacob-Mincer-Preis
Der Jacob-Mincer-Preis („Jacob Mincer Award“) ist eine von der Society of Labor Economists jährlich vergebene Auszeichnung. Mit dem Preis sollen hervorragende Forscher für ihr Lebenswerk auf dem Gebiet der Arbeitsökonomie geehrt werden. Er ist nach Jacob Mincer benannt, der als einer der Väter der modernen empirischen Arbeitsökonomie gilt.
Im Oktober 2003 wurde die Vergabe des Preises von den Mitgliedern der Society of Labor Economists beschlossen, die erste Auszeichnung ging an Jacob Mincer und Gary Becker. Zunächst jährlich ausgelobt, wurden 2009 die Regularien überarbeitet und der Preis anschließend im zweijährlichen Rhythmus vergeben. 2017 beschloss die Vereinigung, zum jährlichen Rhythmus vorbehaltlich eines geeigneten Kandidaten zurückzukehren.

## Preisträger
- 2004: Jacob Mincer, Gary Becker
- 2005: Orley Ashenfelter, James Heckman
- 2006: Richard B. Freeman, Edward Lazear
- 2007: Dale Mortensen, Finis Welch
- 2008: Reuben Gronau, John Pencavel
- 2009: Claudia Goldin, Yoram Weiss
- 2011: Ronald G. Ehrenberg
- 2013: Daniel S. Hamermesh
- 2015: Robert J. Willis
- 2017: Francine Blau
- 2018: Henry Farber
- 2019: David Card
- 2020: Richard Blundell
- 2021: Kenneth Wolpin
- 2022: Lawrence F. Katz
- 2023: Joseph Altonji
- 2024: Janet Currie